# Suzuki Spacia
Der Suzuki Spacia ist ein Kei-Car-Microvan des japanischen Automobilherstellers Suzuki. Er wird mittels Badge-Engineering baugleich von Mazda als Flair Wagon vertrieben.
Der Spacia wird im Werk Kosai in Japan gebaut und ist ausschließlich für den japanischen Markt gedacht. 2016 war das 20-millionste von Suzuki gebaute Fahrzeug ein Spacia.

## Erste Generation (2013–2018)
Die erste Generation (MK32S/42S) wurde als fünftürige Kombilimousine konzipiert und war als Spacia X in einer Standard-Version (52-PS-Dreizylinder) und als Spacia T in einer Turbo-Version (64-PS-Dreizylinder) erhältlich. Der frontangetriebene Microvan war serienmäßig mit stufenlosem Automatikgetriebe (CVT), mit Klimaanlage und mit zwei hinteren Schiebetüren ausgestattet, die linke vollelektrisch, die rechte halbelektrisch (optional auch vollelektrisch). Der Spacia war auch mit permanentem Allradantrieb erhältlich. Die hinteren Sitze sind komplett umklappbar und es kann die Lehne des Beifahrersitzes flach umgelegt werden, wodurch sogar ein Zwei-Meter-Mensch darin schlafen kann. Zudem gibt es optional einen Notbremsassistenten und Infotainmentsysteme. Um an den Mautstationen der japanischen Autobahnen die Wartezeit zu vermeiden, gibt es einen optionalen integrierten Transponder für das japanische ETC-System ("Electronic Toll Collection"). Während der Spacia von Anfang an zwecks Kraftstoffersparnis mit einem Startstopp-System ausgestattet war (hinten erkennbar am Emblem "Idling Stop"), das ab November 2014 durch eine Lithium-Ionen-Batterie ergänzt wurde (Emblem "ene charge"), wurde er ab Typ 2 (ab Mai 2015) durch die Einführung einer Motor-Assist-Funktion, die es dem ISG (Integrierter Starter-Generator) ermöglicht, den Benzinmotor während der Fahrt aktiv zu unterstützen, schließlich zum Mild-Hybrid  (Emblem "S-ene charge").
Neben den Basis-Ausstattungsvarianten "T" (Turbomodell mit 64 PS), "X" (Normalmodell mit 52 PS, gut ausgestattet), und "G" (Normalmodell mit 52 PS, sparsam ausgestattet), die von außen gleich aussehen, gab es auch leicht modifizierte Modelle "X Limited" und "G Limited", die an ein wenig mehr Chrom an der Front erkennbar sind. Und schließlich auch mehrere "Custom-" und "Custom-Z-Modelle", die sich vorne durch einen anderen, chrombeladenen Frontgrill und schmalere Leuchteinheiten, und hinten durch einen kurzen Heckspoiler und angedeutete Radspoiler auszeichnen, zum Beispiel: "Custom TS", Custom XS", "Custom GS", "Custom Z", "Custom J Style".
Ab dem Typ 2 (2015) gab es beim Spacia – als erstem Kei-Klasse-Fahrzeug überhaupt – für die besseren Ausstattungsvarianten (T, X, Custom TS, Custom XS) ein optionales Surround-View-System, bei dem das Signal von 4 CCD-Kameras (vorn, hinten, links, rechts) von einem Computer in ein farbiges Live-Bild umgerechnet wird, das so aussieht, als würde man das Auto und seine Umgebung von oben aus der Vogelperspektive beobachten.
Während die Produktion der normalen Spacia und Spacia Custom Modelle im Dezember 2017 eingestellt wurde, wurde ein Spacia-Sondermodell mit hinten ausfahrbarer Rampe zum Transport eines Rollstuhls bis zum Februar 2018 weitergebaut. 

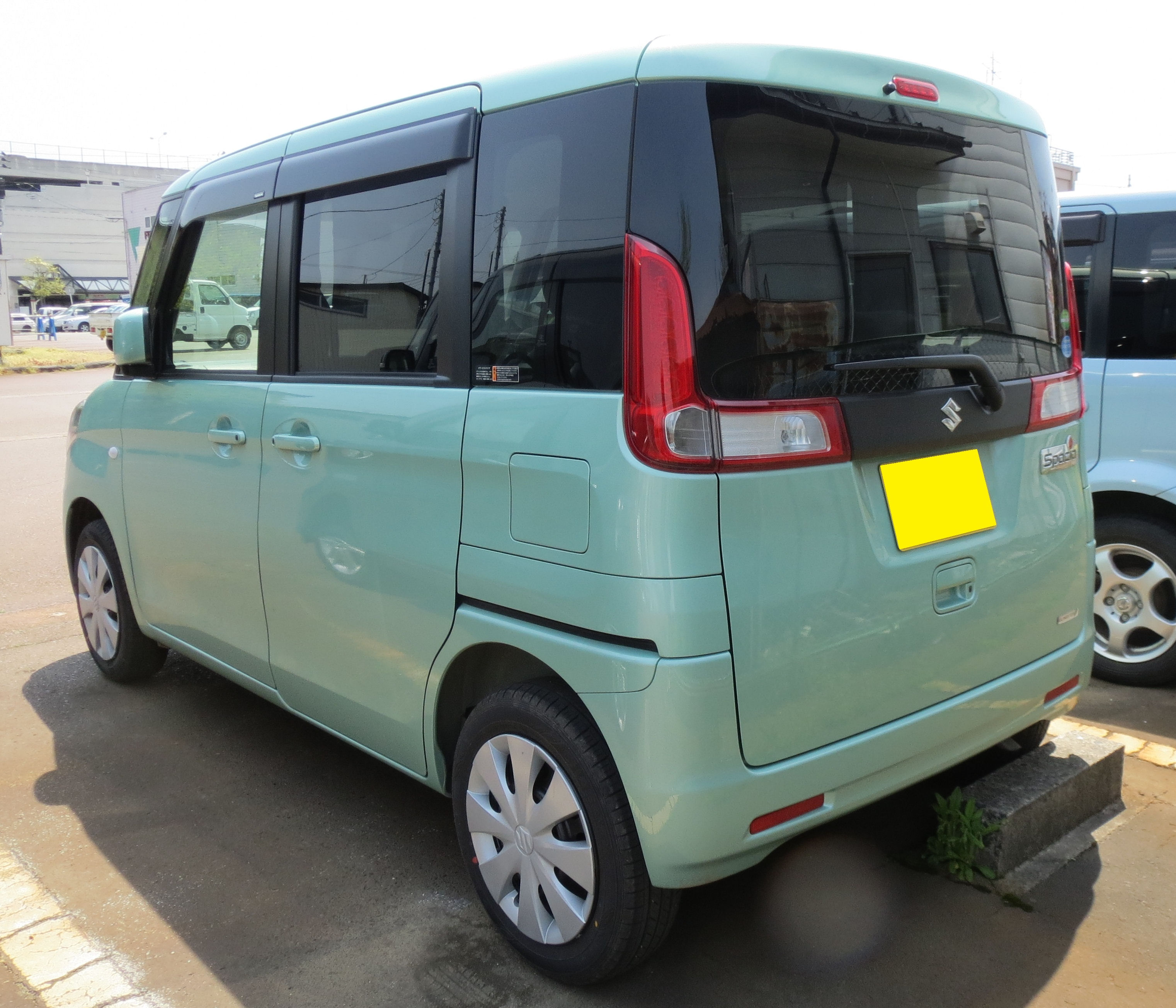
Suzuki Spacia Rückansicht
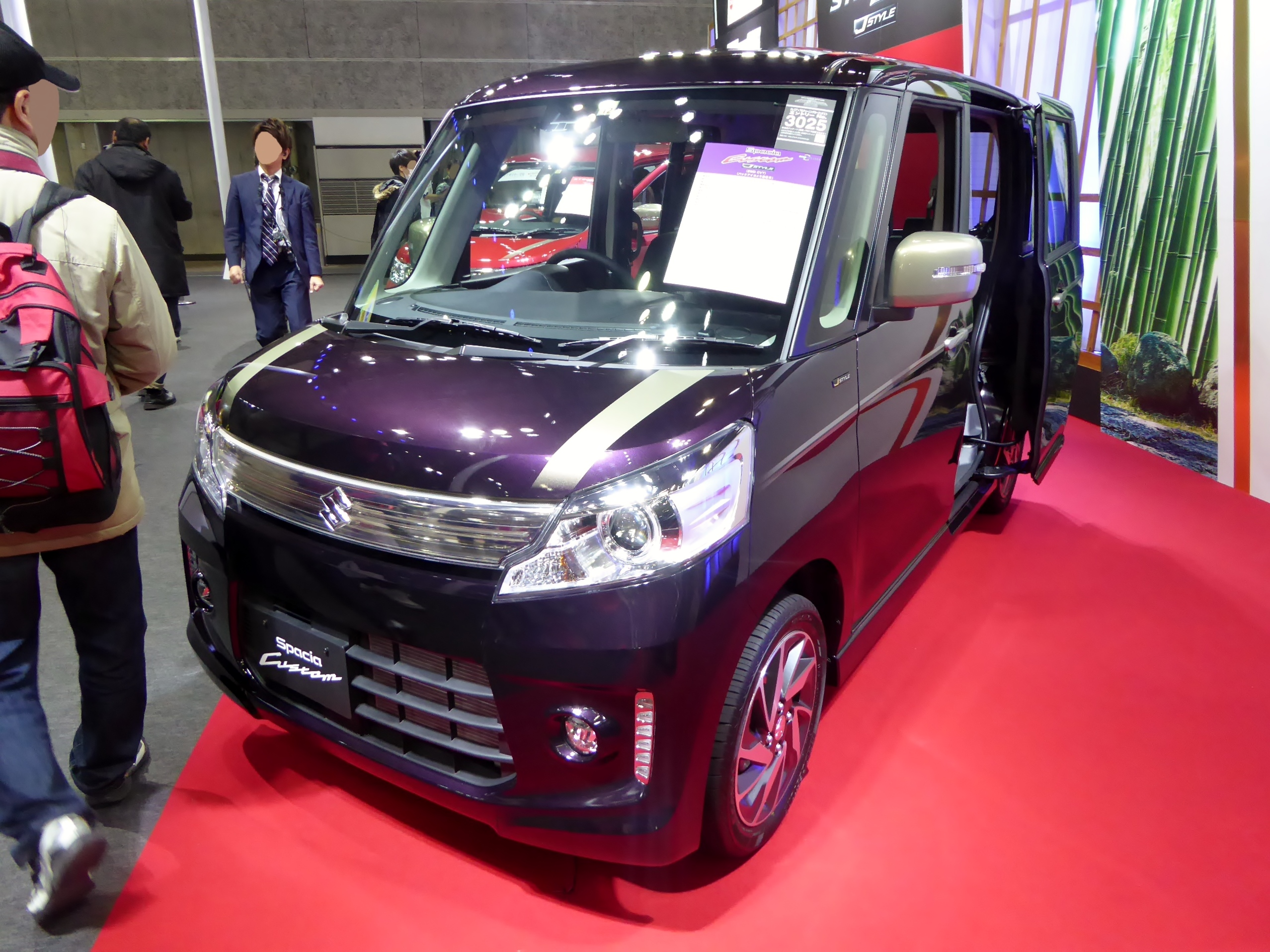
Suzuki Spacia Custom J Style

## Zweite Generation (2017–2023)
Die zweite Generation (MK53S) ist auch ein Mild-Hybrid. Es gibt diese Generation als Hybrid XZ und als leistungsstärkeren Hybrid XS, jeweils auch als Turbo. Zudem gibt es unterschiedlich hohe Versionen. Die Custom-Variante ist 1,8 Meter hoch und die Allrad-Variante 5 Millimeter niedriger. Die sportliche Version Custom Concept ist nur 1,785 Meter hoch.
Der Spacia der zweiten Generation war 2018 hinter dem Honda N-Box das zweitmeistverkaufte Auto in Japan. 2019 kam er hinter dem Honda N-Box und dem Daihatsu Tanto mit 166.389 verkauften Autos auf Platz 3.

## Dritte Generation (seit 2023)
Eine neue Generation der Baureihe wurde zunächst im Oktober 2023 auf der Japan Mobility Show als Konzeptfahrzeug angekündigt. Die Serienversion kam im darauffolgenden Monat auf dem japanischen Heimatmarkt in den Handel. Auch die dritte Generation verwendet wieder mildhybridisierte Antriebe.